# Arun (district)
Arun is een Engels district in het shire-graafschap (non-metropolitan county OF county) West Sussex en telt 160.000 inwoners. De oppervlakte bedraagt 221 km².
Van de bevolking is 26,0% ouder dan 65 jaar. De werkloosheid bedraagt 2,2% van de beroepsbevolking (cijfers volkstelling 2001).

## Civil parishesin district Arun
Aldingbourne, Aldwick, Angmering, Arundel, Barnham, Bersted, Bognor Regis, Burpham, Clapham, Climping, East Preston, Eastergate, Felpham, Ferring, Findon, Ford, Houghton, Kingston, Littlehampton, Lyminster and Crossbush, Madehurst, Middleton-on-Sea, Pagham, Patching, Poling, Rustington, Slindon, South Stoke, Walberton, Warningcamp, Yapton.